# Филипповская (Ростовская область)
Филипповская (позднее Маркинская) — исчезнувшая станица в Цимлянском районе Ростовской области. Станица располагалась на правом берегу Дона, между станицей Терновской и хутором Западновским.

## История
Дата основания не установлена. В 1859 году в станице имелись 205 дворов, православная церковь, проживало 502 души мужского и 536 женского пола. К 1873 году в станице проживало 383 души мужского и 441 женского пола. Первоначально станица относилась ко Второму Донскому округу. 
Не позднее 1897 года станица была передана в состав Первого Донского округа. Согласно данным Всероссийской переписи населения 1897 года в станице проживало 313 душ мужского и 350 женского пола. В станичный юрт также входило 12 хуторов и 1 временное поселение. Всего в юрте станица проживало около 7 000 человек. Согласно алфавитному списку населенных мест Области войска Донского 1915 года в станице проживало 317 души мужского и 358 женского пола, имелись станичное правление, церковь, приходское училище.
В результате Гражданской войны население станицы резко сократилось. В данных Всесоюзной переписи населения 1926 года населенный пункт значится как хутор Старофилипповский. Хутор относился к Терновскому сельсовету Цымлянского района Сальского округа Северо-Кавказского края, в хуторе проживал 201 человек, все - великороссы.
В 1914 году из-за натиска песков было принято решение о переносе станицы в хутор Чувильдеев, расположившийся на живописном берегу реки Цимла. Переселение состоялось в 1921 году. Вскоре после этого в честь погибшего в годы Гражданской войны председателя революционного Совета казачьих, крестьянских и батрацких депутатов М. И. Маркина станица Филипповская была переименована в Маркинскую.
В 1948 году жители станицы в связи со строительством Цимлянского водохранилища были переселены в хутор Сметановский, расположенный на реке Кумшак. Сметановский колхоз «Клич Ильича» соединился с маркинским колхозом «Заветы Ильича». Хутор Сметановский переименовали в станицу Маркинскую, а объединённый колхоз стал называться «Клич Ильича». В 1950 году открылась новая школа, в 1961 году — дом культуры. В 1986 году состоялось открытие нового здание ФАПа, сельского совета, магазина.

## Население
Динамика численности населения
| 1859 | 1873 | 1897 | 1915 | 1926 |
| ---- | ---- | ---- | ---- | ---- |
| 1038 | 824  | 663  | 675  | 201  |